# 사우스웨스트 치프
사우스웨스트 치프(영어: Southwest Chief)는 미국 일리노이주 시카고 유니언 역에서 캘리포니아주 로스앤젤레스 유니언 역까지 운행되는 장거리 열차이다.

## 역사 및 현황
1936년에 애치손 토피카 앤드 산타페 철도(영어: Atchison, Topeka and Santa Fe Railway)에서 슈퍼 치프로 운행하기 시작했다. 미국 철도 역사상 최초로 디젤 기관차를 동력으로 운행했다. 1937년에 전 차량이 유선형 객차로 교체되었다. 1948년에 매일 운행하기 시작했다. 1956년에 최초로 이층 객차가 운행하기 시작했으나 1957년에 수요가 감소 되면서 엘케피턴과 통합 운행했다. 1971년에 암트랙 설립과 동시에 이 노선을 인수하면서 1974년에 현재의 명칭으로 변경했다.

## 운행 노선

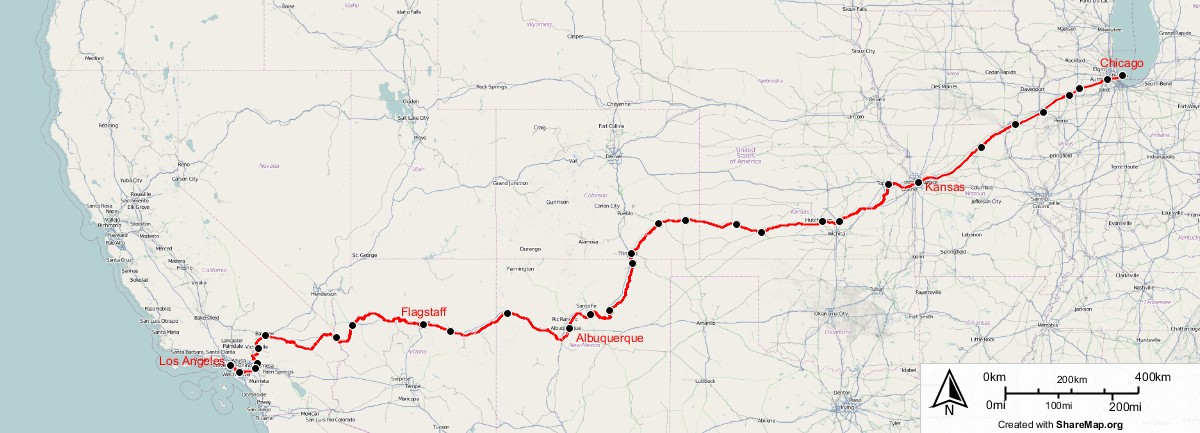
암트랙 사우스웨스트 치프 노선도 (interactive map)

## 사진

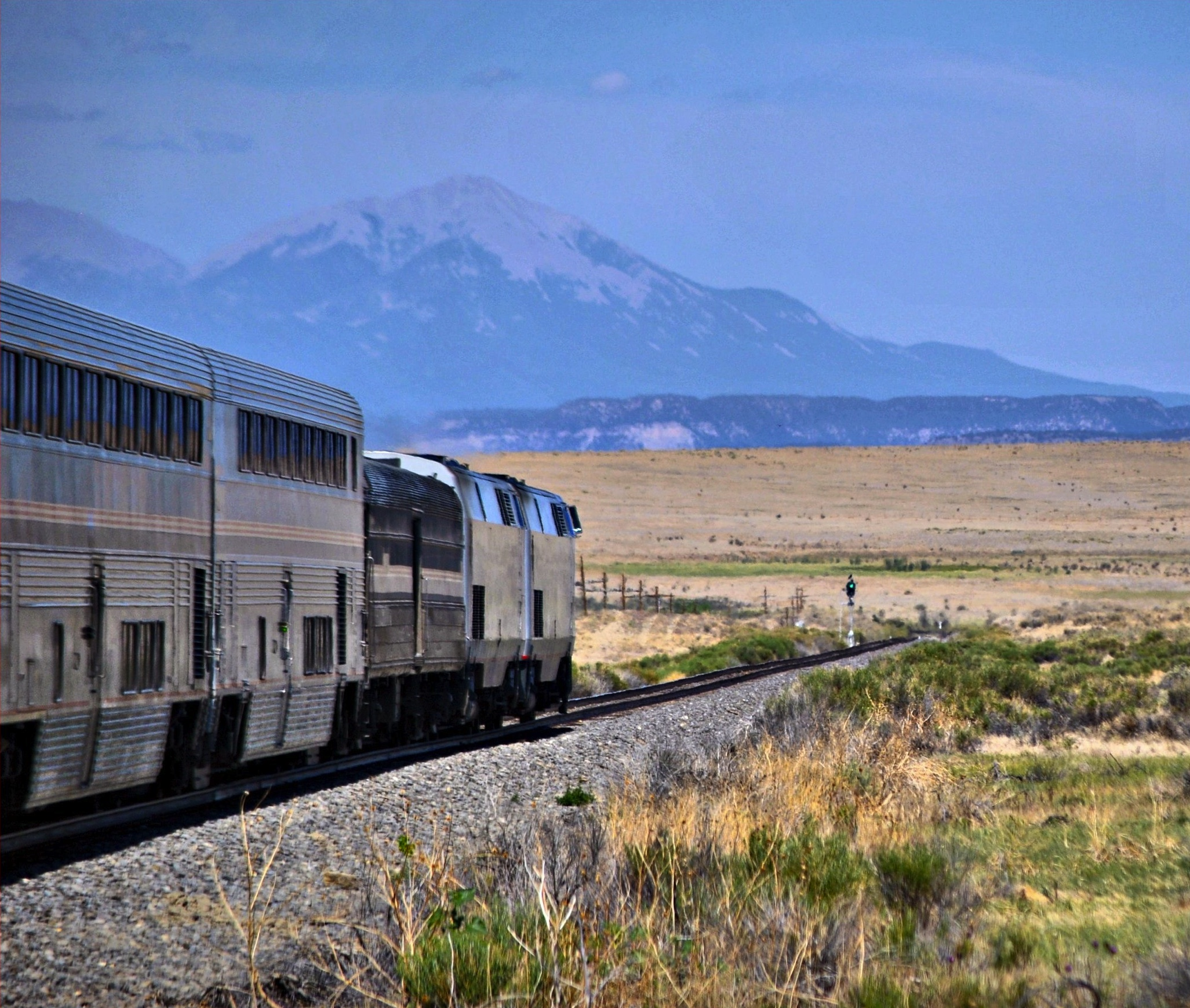
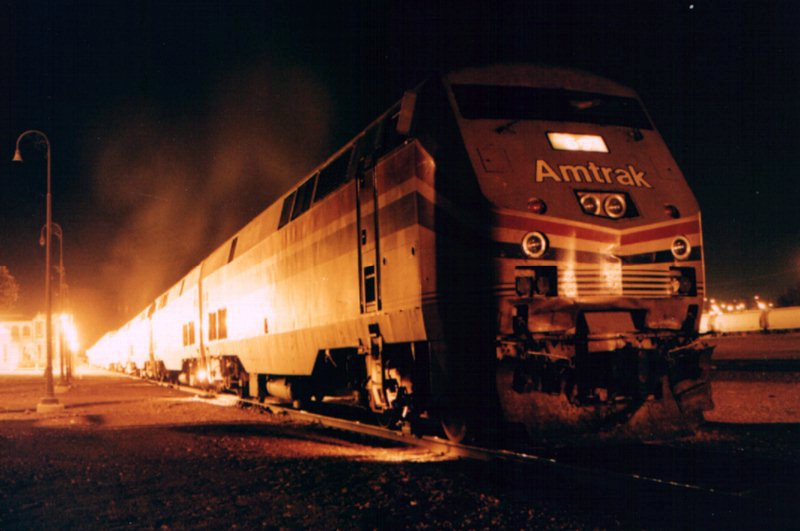
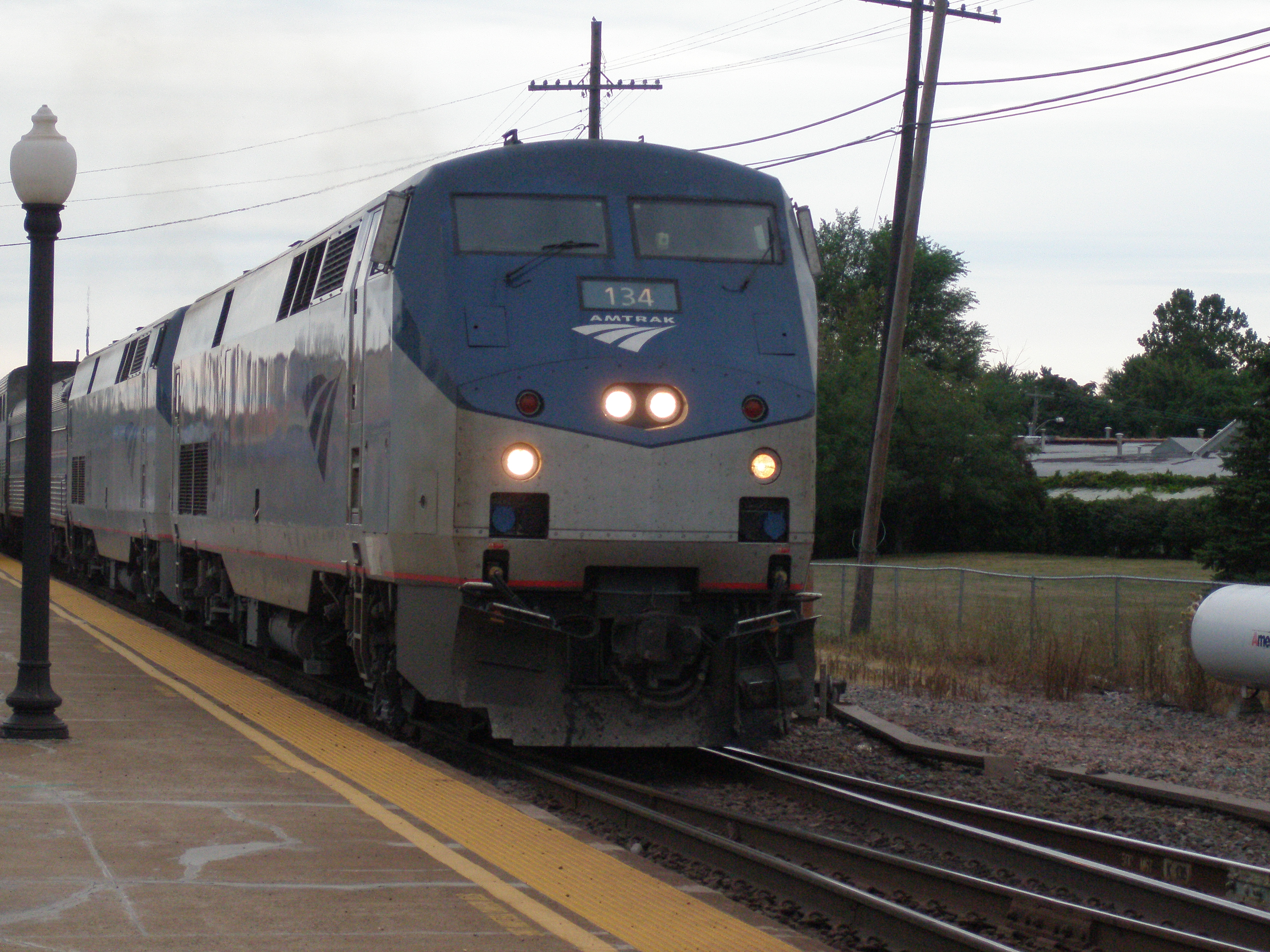
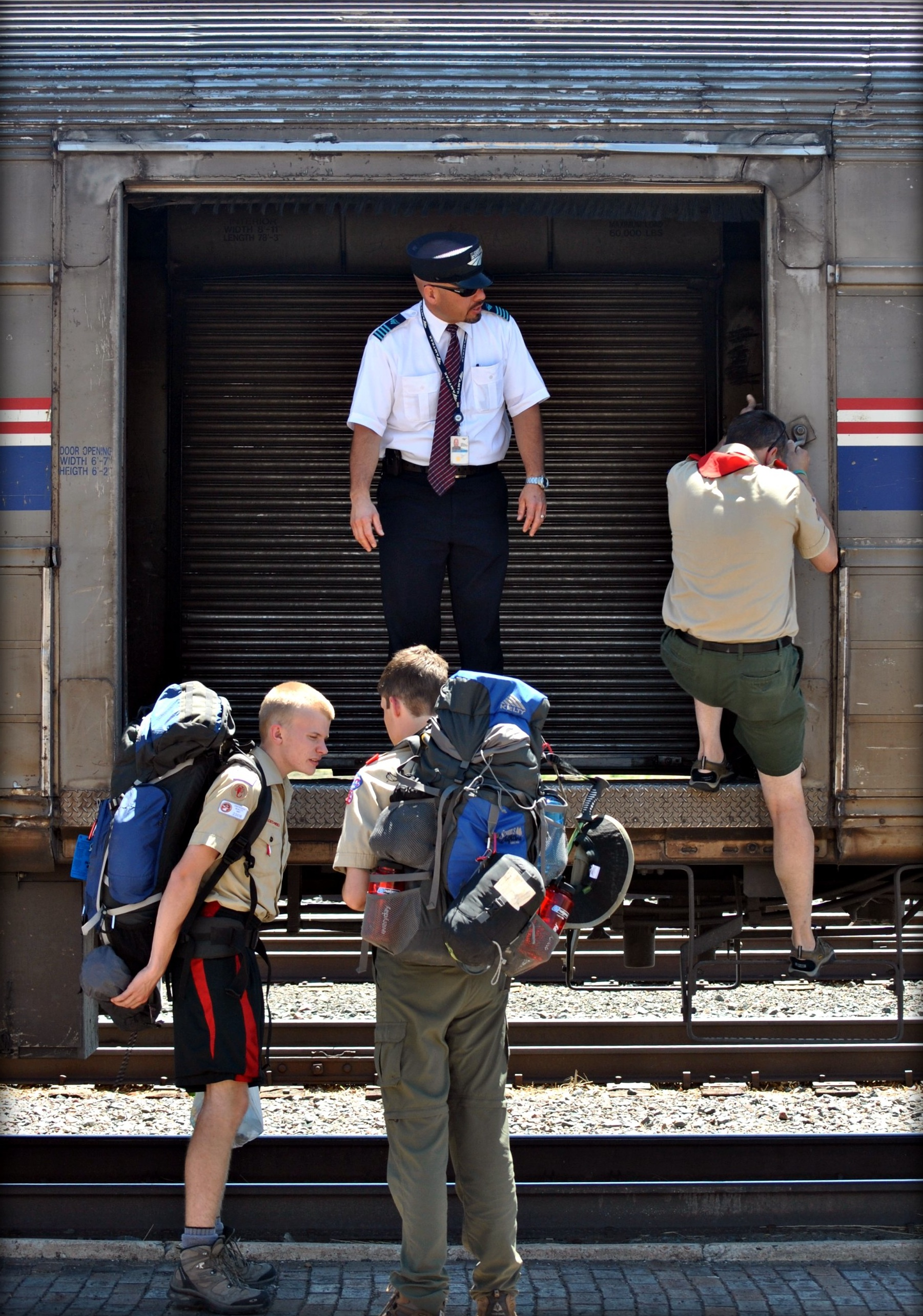